# Nègès Mawon
Nègès Mawon, déformation créole de l'expression « nègres marrons », est une association à but non lucratif haïtienne œuvrant dans les domaines de la culture et de l’éducation en faisant, entre autres, de la prévention contre les violences faites aux femmes  en Haïti.

## Histoire
Fondée en 2015, Nègès Mawon est une organisation féministe revendicatrice qui lutte pour l’émancipation des femmes et leur libération de toutes les formes de violences et d’oppressions qu’elles subissent. Selon la coordonnatrice générale, Pascale Solages, l’organisation a pu naitre grâce à la rencontre de jeunes socio-professionnels et artistes révoltés par la condition des femmes en Haïti.
Le 8 mars 2023, à l’occasion de la Journée Internationale des Droits des Femmes, la  coordonnatrice générale, Pascale Solages, a témoigné devant la Commission Interaméricaine des Droits de l’Homme au nom de Nègès Mawon, partageant l’impact de la crise et des conflits qui existent en Haïti sur les femmes et les filles. À la commission, elle a fait une projection sur la responsabilité première du gouvernement illégitime et de facto en place, la nécessité de les forcer à rendre des comptes mais surtout l’urgence de prendre des mesures pour assurer la sécurité et le bien-être des femmes.

## Activités
Pour lutter contre les violences faites aux femmes et apporter sa contribution à une société plus égalitaire, Nègès Mawon exploite les canaux artistiques que sont la musique et le théâtre dans ses interventions. Dans une société où ces expressions sont souvent utilisées pour véhiculer des propos machistes, l’organisation a eu l’intelligence de les utiliser pour sensibiliser la population à la cause des femmes. Depuis 2016, l’organisation lance un festival féministe annuel. Comme tout autre festival, il regroupe un ensemble d’activités : des conférences, des ateliers, des spectacles et plein d’autres encore qui sont utilisés pour faire un plaidoyer, de la militance féministe, pour sensibiliser les gens au mouvement, aux questions portées par l’idéologie féministe. C’est un prétexte pour porter la parole féministe, conscientiser sur la situation entre homme et femme en Haïti, sur le travail des féministes.
Dans le cadre de la Journée internationale pour «l’élimination de la violence contre la femme» et des 16 jours d’activisme et quelques mois après leur premier festival, l’organisation féministe Nègès Mawon lance la campagne «Mwen p ap konplis».
Le 19 juillet, le Centre d'Art a accueilli l'exposition de tableaux « Miwa Fanm », qui fut suivie d'un échange entre le public et les artistes peintres. Dans l'après-midi, la jeune et talentueuse artiste Tafa Mi-Soleil, a tenu en haleine le public avec une superbe performance théâtrale basée sur le texte de Souad Labize intitulé «Enjamber la flaque où se reflète l’enfer. Dire le viol». Un témoignage déchirant en soutien à toutes les femmes et filles victimes d'agressions sexuelles.
Le dimanche 24 juillet, une projection du film à succès «FREDA», suivie d’une rencontre-causerie avec la réalisatrice Gessica Généus, les actrices Néhémie Bastien, Gaëlle Bien-Aimé et Fabiola Rémy, sera réalisée à la cinémathèque de Turgeau, Piment Rouge. Le long métrage «FREDA» a déjà reçu plusieurs prix un peu partout à travers le monde, notamment en Europe, en Afrique et en Amérique.
Les organisatrices de ce festival prévoient aussi d’organiser une marche artistique au Cap-Haïtien, le dimanche 24 juillet. L'événement sera dirigé par CapArt, un collectif d’artistes locaux.
Dans un pays secoué par une crise sociale, politique, économique et sécuritaire, Nègès Mawon (Négresses marronnes ), l’association partenaire du CCFD-Terre Solidaire fondée et coordonnée par Pascale Solages, a choisi l’expression artistique pour donner une visibilité à la situation préoccupante des femmes.

## Membres
La coordonnatrice générale est Pascale Solages.